# Contrôleur général des finances
 (août 2024).
 (mars 2018).
Si vous disposez d'ouvrages ou d'articles de référence ou si vous connaissez des sites web de qualité traitant du thème abordé ici, merci de compléter l'article en donnant les références utiles à sa vérifiabilité et en les liant à la section « Notes et références ».
Le contrôleur général des finances (CGF) est, sous l'Ancien Régime, le responsable ministériel des finances royales en France, après la suppression de la charge de surintendant des finances en 1661, chargé d'administrer les finances de l'État. Jean-Baptiste Colbert fut le contrôleur le plus célèbre, de 1665 à 1683.

## Histoire

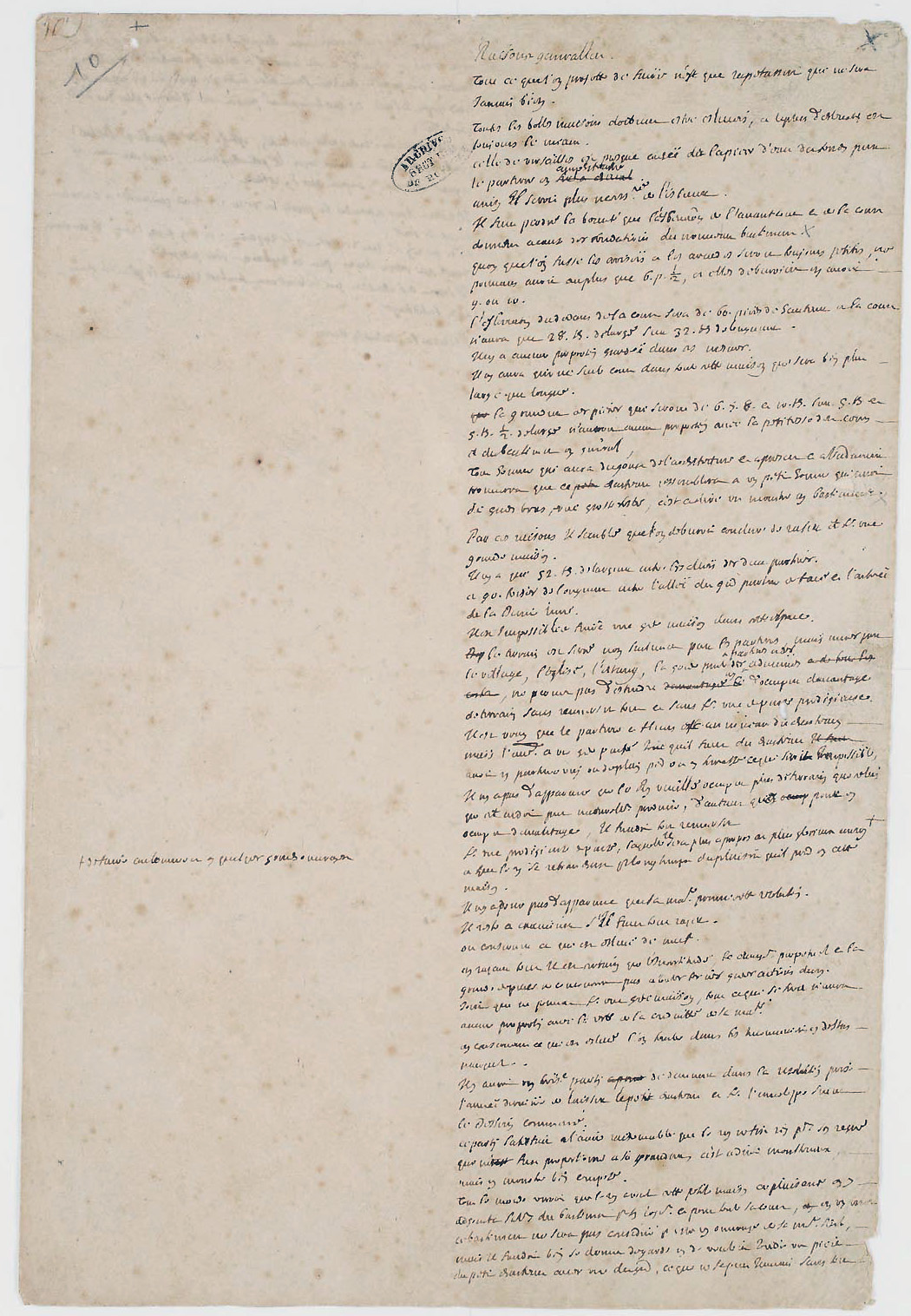
Mémoire sur les travaux de Versailles, par Jean Baptiste Colbert Archives Nationales AE-II-857.

L'office est créé en 1547, avec deux titulaires dont la fonction est de vérifier les dépenses et les recettes exécutées par le trésorier de l'Épargne, alors véritable maître des finances royales. Les contrôleurs tirent leur nom du registre ou contre-rôle dans lequel ils tenaient compte des actes du trésorier. L'office de contrôleur général n'est donc pas à l'origine une fonction d'administration ou de gouvernement, réservée aux intendants des finances ou au surintendant des finances, mais une fonction de vérification.
En 1661, le dernier surintendant, Nicolas Fouquet, est arrêté. Colbert devient alors le chef de l'administration des finances d'abord avec le titre d'intendant, puis à partir de 1665, avec celui de contrôleur général. Sous l'administration de Colbert, le contrôle général des finances attira à lui de nombreuses attributions. Il reste le plus célèbre ayant porté ce titre.
À cette date en effet, le roi Louis XIV supprima les deux offices de contrôleurs généraux pour les remplacer par une unique commission. Cette évolution de la position, d'un office transmissible à un poste révocable selon le vœu du souverain, marque bien la transformation de la fonction. Le contrôleur général correspond désormais à une fonction de gouvernement.
La fonction de contrôleur général ne subit ensuite d'interruption que pendant la polysynodie (1715-1718).
Necker, étant étranger (Suisse, né à Genève) [réf. nécessaire]  et protestant, ne pouvait recevoir le titre de contrôleur général, même s'il dirigea de facto l'administration des finances entre 1776 et 1781 et 1788 et 1790. Flanqué de contrôleurs généraux fantoches, il reçut le titre de « directeur général du Trésor royal » puis de « directeur général des finances ».

## Attributions
Les responsabilités du contrôleur général des finances étaient les plus larges de toute l'administration d'Ancien Régime : selon le texte de la commission de 1665, il a pouvoir de « faire rapport en notre Conseil de toutes les affaires qui concerneront notre service et de toutes autres indifféremment ».
Le contrôleur général des finances dirigeait les finances, l'agriculture, l'industrie, le commerce, les ponts et chaussées et une partie de l'administration intérieure.
Colbert, premier des contrôleurs généraux, cumula le portefeuille de la Marine (1669-1683) et celui de la surintendance des bâtiments (1664-1683).
La fonction était très rémunératrice : outre le traitement de 200 000 livres par an, pouvaient s'ajouter 20 000 livres en tant que ministre d'État, et les pots-de-vin divers en particulier lors du renouvellement des baux de la Ferme générale.
Le contrôleur général est toujours membre du Conseil privé, où il vient rarement, du Conseil des dépêches, du Conseil royal des finances et du Conseil royal de commerce. Il finit presque toujours par être créé ministre d'État, ce qui lui donne accès au Conseil d'en haut. Au-delà de l'administration des finances (gestion du Trésor, perception des impôts, monnayages, etc.), il dirige toute l'économie et une large part de l'administration provinciale. C'est notamment sur sa proposition que sont nommés la plupart des intendants des provinces.
Le contrôleur général était généralement choisi parmi les intendants des finances ou les maîtres des requêtes. C'était le responsable ministériel dont la position était la moins assurée, notamment sous les règnes de Louis XV et Louis XVI, à tel point que son hôtel était surnommé l'« hôtel des déménagements ».

## Organisation
À la différence des autres ministères, le contrôle général des finances était organisé de manière collégiale. Il était divisé en plusieurs départements dont le contrôleur général dirigeait effectivement le plus important (il comprenait notamment le Trésor royal) tandis que les autres l'étaient chacun par un intendant des finances, le contrôleur général n'en exerçant qu'une assez lointaine supervision. Les intendants des finances étaient au nombre de six à la fin de l'Ancien Régime. Cette équipe était souvent désignée par l'expression « Messieurs des finances » ou les « gens des finances ».
De la même manière, le contrôleur général était assisté par quatre puis cinq intendants du commerce.
Alors que, dans un ministère classique, une seule personne – le secrétaire d'État – avait accès au Conseil, le contrôle général avait à sa tête un ensemble de personnalités appartenant au Conseil : le contrôleur général et les intendants des finances et du commerce. Se créait ainsi une collégialité qui amenait les gens des finances à se considérer comme formant quasiment une section du Conseil. En résultait le dépérissement des formations du Conseil spécialisées dans les finances.
Par ailleurs, dans la mesure où l'autorité était réputée n'émaner que du Roi, les gens des finances étaient techniquement obligés de donner à leurs décisions la forme d'arrêts du Conseil, alors même que l'administration des finances suppose de prendre de très nombreuses décisions, souvent de peu de conséquence. Ils se mirent donc à présenter en forme d'arrêts du Conseil des décisions qu'ils avaient en réalité prises entre eux. Près de 90 % des arrêts en finance étaient pris de cette manière, et seulement 10 % environ émanaient effectivement du Conseil.
Le personnel du contrôle général était relativement nombreux, surtout par comparaison avec celui des autres ministères. Les bureaux étaient pour l'essentiel situés à Paris, où logeaient les financiers avec lesquels le contrôle avait à traiter fréquemment. Le contrôleur général disposait de bureaux à Paris, à l'hôtel de Lionne, rue Neuve-des-Petits-Champs et à Versailles. Il n'avait auprès de lui qu'un secrétaire et son premier commis, ainsi qu'une partie des bureaux de ce dernier. Le premier commis des Finances était installé à l'hôtel Tubeuf, et les intendants des finances étaient installés dans leurs hôtels à Paris, où ils avaient leur secrétariat et quelques premiers commis, les autres ayant leur personnel dans leurs propres hôtels, un peu partout dans la capitale.

## Apogée et déclin
La fonction a atteint son sommet avec Maximilien de Béthune (duc de Sully) puis Nicolas Fouquet comme Surintendant des finances et crée en même temps que l'Intendant des finances, la fonction de ministre des finances étant plus dépendant et rattaché au pouvoir par la suite (voir la Liste des ministres français de l'Économie et des Finances) et renforcé par un Ministre chargé du budget à partir de 1815 puis également un siècle plus tard par une Direction du budget en 1919. À la suite de l'abandon du vingtième par Louis XV en 1751[Information douteuse] puis à l'arrivée de Louis XVI brisant la réforme financière et judiciaire en 1770 commencé avec l'abbé Joseph Marie Terray initié par René-Nicolas de Maupeou et le duc Emmanuel-Armand de Vignerot du Plessis ministre des affaires étrangères, renvoyant ses trois derniers et provoquant 1789 malgré les efforts initiaux de ministres comme Anne Robert Jacques Turgot, Jacques Necker, Charles-Alexandre de Calonne, Étienne-Charles de Loménie de Brienne et son Garde des Sceaux Chrétien-François de Lamoignon de Bâville, le Parlement (royaume de France) favorisant aussi la Révolution avec la Journée des Tuiles et scellant ainsi la fin de son règne.

## Liste chronologique
- 17 avril 1547-1554 : Jean Duthier
- 31 octobre 1554-7 novembre 1558 : André Blondel de Rocquencourt
- 15 novembre 1558-13 août 1559 : Simon Goille
- 6 novembre 1568-24 janvier 1573 : Guillaume de Marillac
- 11 février 1596-16 juillet 1599 : Charles de Saldaigne d'Incarville
- juillet 1599-28 juin 1608 : Jean de Viene
- 28 juin 1608-5 février 1611 : Gilles de Maupeou
- 5 février 1611-20 mai 1616 : Pierre Jeannin
- 20 mai 1616-avril 1617 : Claude Barbin
- 26 avril 1617-1619 : Gilles de Maupeou
- 25 septembre 1619-1623 : Pierre de Castille
- 23 janvier 1623-1626 : Jean Boschart de Champigny
- 1er mars 1626-1628 : Simon Marion de Druy
- 12 janvier 1634-1636 : Pierre de Duret de Chevry
- mai 1643-1648 : Michel Particelli d'Emery
- 20 avril 1648-1657 : Antoine Le Camus
- 13 mai 1655-18 septembre 1657 : Claude Ménardeau de Champré
- 20 octobre 1657-12 décembre 1665 : Barthélemy Hervart
- 20 octobre 1657-12 décembre 1665 : Louis Le Tonnelier de Breteuil
- 12 décembre 1665-6 septembre 1683 : Jean-Baptiste Colbert (en même temps secrétaire d’État de la Maison du roi et à la Marine)
- 6 septembre 1683-20 septembre 1689 : Claude Le Peletier de Morfontaine
- 20 septembre 1689-5 septembre 1699 : Louis Phélypeaux, comte de Pontchartrain (en même temps Secrétaire d’État de la Maison du roi et à la Marine)
- 20 septembre 1699-20 février 1708 : Michel Chamillart (en même temps secrétaire d’État de la Guerre)
- 20 novembre 1708-15 septembre 1715 : Nicolas Desmarets
- 15 septembre 1715-28 janvier 1718 : le Conseil de finances remplace le contrôle général des finances. Son président est Adrien Maurice de Noailles
- 28 juillet 1718-5 juillet 1720 : Marc-René de Voyer de Paulmy, marquis d’Argenson directeur de l'administration principale des finances
- 4 janvier 1720-29 mai 1720 : John Law
- 12 décembre 1720-21 avril 1722 : Félix Le Peletier de la Houssaye
- 21 avril 1722-14 juin 1726 : Charles Gaspard Dodun
- 14 juin 1726-19 mars 1730 : Michel Robert Le Peletier des Forts
- 20 mars 1730-5 décembre 1745 : Philibert Orry
- 6 décembre 1745-28 juillet 1754 : Jean-Baptiste de Machault d'Arnouville
- 30 juillet 1754-24 avril 1756 : Jean Moreau de Séchelles
- 24 avril 1756-25 août 1757 : François Marie Peyrenc de Moras
- 25 août 1757-4 mars 1759 : Jean de Boullongne
- 4 mars 1759-21 novembre 1759 : Étienne de Silhouette
- 23 novembre 1759-13 décembre 1763 : Henri Léonard Jean Baptiste Bertin
- 13 décembre 1763-1er octobre 1768 : Clément Charles François de L’Averdy
- 22 septembre 1768-22 décembre 1769 : Étienne Maynon d'Invault
- 22 décembre 1769-24 août 1774 : Abbé Joseph Marie Terray
- 20 juillet 1774-12 mai 1776 : Anne Robert Jacques Turgot, baron de l’Aulne
- 21 mai 1776-18 octobre 1776 : Jean Étienne Bernard Clugny de Nuits
- 21 octobre 1776-29 juin 1777 : Louis Gabriel Taboureau des Réaux (en fait Jacques Necker, directeur général du Trésor)
- 29 juin 1777-19 mai 1781 : Jacques Necker, directeur général des finances
- 21 mai 1781-29 mars 1783 : Jean-François Joly de Fleury, administrateur général des finances
- 29 mars 1783-2 novembre 1783 : Henri Lefèvre d'Ormesson
- 3 novembre 1783-8 avril 1787 : Charles Alexandre de Calonne
- 10 avril 1787-1er mai 1787 : Michel Bouvard de Fourqueux
- 3 mai 1787-31 août 1787 : Pierre-Charles Laurent de Villedeuil
- 31 août 1787-25 août 1788 : Claude Guillaume Lambert
- 25 août 1788-11 juillet 1789 : Jacques Necker, directeur général des finances
- 12 juillet 1789-22 juillet 1789 : Joseph François Foullon de Doué
- 22 juillet 1789-4 décembre 1790 : Claude Guillaume Lambert (en fait Jacques Necker, Premier ministre des finances)